# Minamoto no Hitoshi
Minamoto no Hitoshi (Nhật: 藤原 家隆 (Đằng Nguyên Gia Long) 880 – 931) là nhà thơ waka Nhật Bản vào giữa thời kỳ Heian. Một trong những bài thơ của ông nằm trong tập Ogura Hyakunin Isshu

## Tiểu sử
Hitoshi sinh năm 880, là con trai của Minamoto no Mare (源希) và là cháu chắt của Thiên hoàng Saga.
Sau thời gian làm thống đốc của một số tỉnh, năm 947, ông được bổ nhiệm chức Tham nghị Sangi (正四位下参議) (Tham Nghị là bậc quan khá cao sau Đại Nạp Ngôn và Trung Nạp Ngôn, thuộc hàng tứ phẩm).

## Thơ quan Tham nghị Hitoshi
Bốn bài thơ của ông nằm trong cuốn Gosen Wakashū ( Hậu Tuyển Tập), Thơ luyến ái phần 1, bài 577.
Đây là bài thơ số 39 trong tập Ogura Hyakunin Isshu do Fujiwara no Teika biên soạn.
| Nguyên văn:                                              | Phiên âm:                                                                | Dịch thơ: | Diễn ý: |
| -------------------------------------------------------- | ------------------------------------------------------------------------ | --- | --- |
| 浅茅生の 小野の篠原 しのぶれど あまりてなどか 人の恋しき | Asajiu no Ono no shinohara Shinoburedo Amari te nado ka Hito no koishiki | Tuy không là trúc xanh, Lao xao đồng cỏ gianh. Trào lòng mình khó nén, Yêu người bao là tình! (ngũ ngôn) Không là trúc cũng lao xao, Làm sao nén được biết bao sóng tình. (lục bát) | Tuy không phải là loại trúc con (shino), Mọc trên cánh đồng cỏ tranh thấp và thưa thớt. Lòng ta ẩn nhẫn (shino) nhưng không thể đè nén nổi nữa, Ôi, tại sao ta quá yêu em thế này. |

### Xuất xứ
Gosen Wakashū (Hậu Tuyển Tập) Thơ luyến ái phần 1, bài 577.

### Hoàn cảnh sáng tác
Đây là bài thơ nói về mối tình ấp ủ trong lòng nhưng quá tràn đây không ngăn được, đành để bộc lộ ra và viết ra để tặng một người. Nó làm theo một bài honka (thơ gốc) của một tác giả vô danh (có lẽ là ca dao) đã có trong Kokin Wakashū (quyển 11, thơ luyến ái phần 1), cũng nói về một mối tình không dám ngỏ.

### Đề tài
Tình yêu âm thầm ấp ủ nhưng không tài nào giữ kín nổi.
Tác giả đã thác ngụ tình cảm của mình vào cảnh vật thiên nhiên cũng như đã thấy trong bài thơ gốc nhưng hai câu cuối có vẻ thiết tha, se sắt hơn nên có một phong vị riêng. Những âm no láy đi lấy lại làm cho câu thơ lưu loát hơn.
Asajiu (Cỏ tranh mọc) là một makura-kotobo gắn liên với no (cánh đồng) và ono (cánh đồng nhỏ)vì đó là một loại cỏ tranh (chigaya) thưa và thấp. Hai câu đầu còn đóng vai trò jokotoba cho chữ shino theo sau. Shinohara trong câu thứ hai chỉ một cánh đồng hara. trúc con shinodake, nơi đó, chỉ cần một làn gió nhẹ là lá cây lao xao lay động ngay. Chữ shinohara (đồng trúc con) và shinoburedo (tuy dằn xuống, giấu giếm) đều có chung tiếp đầu ngữ shino, cũng là kết quả một sự dụng công.

## Đường dẫn ngoài
- Keene, Donald (1993). Lịch sử văn học Nhật Bản, Tập 1: Hạt mầm từ Trái tim — Văn học Nhật Bản thời kì đầu cho đến cuối thế kỉ 16. New York: Nhà xuất bản Đại học Columbia. ISBN 978-0-231-11441-7.
- McMillan, Peter. Năm 2010 (Bản in đầu, Năm 2008). Một Trăm Nhà Thơ, Mỗi Vị Một Thơ. New York: Nhà xuất bản Đại Học Columbia. (tiếng Anh)
- Suzuki Hideo, Yamaguchi Shin'ichi, Yoda Yasushi. Năm 2009 (Bản in đầu, Năm 1997). Genshoku: Ogura Hyakunin Isshu. Tokyo: Bun'eidō. (tiếng Nhật)
- Một trăm bài thơ Nhật Bản cổ (Hyakunin-isshu), biên dịch bởi William N. Porter, 1909, tại trang sacred-texts.com (tiếng Anh)
- Ogura Hyakunin Isshu, biên dịch bởi chimviet.free.fr Lưu trữ ngày 22 tháng 12 năm 2016 tại Wayback Machine
- Thơ Minamoto no Hitoshi trên Kotobank.